# 戦國ストレイズ
『戦國ストレイズ』（せんごくストレイズ）は、七海慎吾による日本の漫画作品。『月刊ガンガンWING』（スクウェア・エニックス刊）2008年2月号より連載されていたが、同誌の休刊に伴い後継誌の『月刊ガンガンJOKER』へ移籍して同誌5月号（創刊号）から2014年11月号まで連載された。
2009年2月25日にフロンティアワークスよりドラマCDが発売された。

## あらすじ
女子高生・草薙かさねが戦国の世を駆け巡る戦国青春浪漫活劇。
200X年、北海道に住むごく普通の高校一年生、草薙かさねは、ひょんなことから戦国時代真っ只中の天文21年の尾張国に飛ばされてしまう。そこで彼女が遭遇したのは、戦国史上最大の異端児にして最凶の革命者、織田上総介信長であった…。

## 登場人物
※声はドラマCD版
草薙かさね（くさなぎ かさね）
声 - 斎藤千和
ひょんなことから戦国時代にタイムスリップしてきた、明るく前向きなセーラー服女子高生。剣城高校・女子剣道部に所属する一年生。彼女の発言からして両親はいない。現代から飛ばされて早々、今川軍に捕まるが、持ち前の剣道の腕前で自力で脱出後、織田信長の家臣らと遭遇し、元の時代に戻るために、尾張国で生きていくことを誓う。今は信長の下に身を寄せており、雑用係として炊事洗濯から要人警護までこなし、戦場にも駆り出される。実家は居合いの道場であり、相伝の『草薙流抜刀術』を引き継いでいる。実際中々の実力を持ち、意表を突けたとはいえ利家を倒し、織田家中の者との手合わせでも負けたことが無いらしい。尚、作者曰く「大幅に萌えの足りない主人公」。名前の由来は日本刀の厚み「重ね」から。

### 尾張国

#### 織田弾正忠家
通称「織田家」。元々は清洲に仕える三奉行の内の一家だったが、先代織田信秀の代に勢力を拡大し、国主の地位を勝ち取った。しかし信秀の死後、家督を継いだ信長を嫌い離れていった古参の兵も少なくない。
織田上総介信長（おだ かずさのすけ のぶなが）
声 - 鳥海浩輔
尾張当主。那古野城城主。年齢は19歳。尾張国統一を目指す若き君主。かさねの「この時代の人間じゃない」という話を信じた初めての人間。長髪を後ろで束ねており、若々しさがうかがえる格好となっている。「天狼」という鷹を飼っている。武器は刀と火縄銃。幼少の頃より鉄砲に慣れ親しみ精通しており、火縄銃を扱うセンスは凄まじく、瞬時に二丁を構え同時に放ってみせたこともある。傲岸不遜、剛毅果断な性格で恐れられ、「使えぬものは一切要らん」とまで言い切るが、一方で「おれに付いて来れぬ者を選んだつもりはない」とも言っており、彼なりに考えがあるようである。また、自らの直属軍を「この寄せ集めどもはよく動く。これがおれ自身の一部で家族だ」と評する一面も。
丹羽五郎左衛門長秀（にわ ごろうざえもん ながひで）
声 - 立花慎之介
通称「五郎左」。18歳。茶髪で髪が長い格好。幼少期からの信長の家臣で、物腰柔らかい優等生。趣味は料理。女性っぽい仕草と、かなり女性っぽい容姿のために、初めて会った相手は「カワイイ」女の子と勘違いしてしまう。武器は身の丈以上の大太刀「あざ丸」。刀身もかなり太いのだが、長秀はこれを片手で軽々と扱っている。『三馬鹿』の一人で、公私共にまとめ役。
佐々内蔵助成政（さっさ くらのすけ なりまさ）
声 - 神谷浩史
通称「内蔵助」。17歳。三馬鹿の一人。銀髪の短い髪で小柄。根は好人物だが素直でない。武器は、二丁拳銃からトンファー状態へ変形可能な、専用の改造銃「ささら」。怒りっぽく、利家が「はら減った」などと愚痴を言うと、たびたび怒りっぽく叱る。『小豆坂の勇』にも数えられた兄達を「佐々家の誇り」と言いつつ、複雑な思いを抱いている。戦う目的は、出世して名を残すこと。かさねとは喧嘩仲間。出世志向が強く、性格や口の悪さもあってか、友達が少ないらしい。
前田又左衛門利家（まえだ またざえもん としいえ）
声 - 小野大輔
通称「犬千代」（稀に「又左」とも）。16歳。三馬鹿の一人。かなりの大柄。子供っぽい性格で大飯喰らいだが槍の名手。武器は身の丈を遥かに上回る長槍。「野生児」「野生動物」などとも称される。いつもお腹が空いていて、愚痴をこぼしたりするとすぐに成政と喧嘩になる。「くろちよ」という柴犬を飼っている。戦う理由は飯、そして「戦うことが自分そのもの」だから。「かたね」「かまね」「からね」など、かさねの名前をほぼ毎回間違えている。
池田勝三郎恒興（いけだ かつさぶろう つねおき）
通称「勝三郎」。信長の家臣。バンダナをしている。17歳だが、かなりの老け顔のため、10歳以上年上に見られたりする。母親が信長の乳母であったため、信長とは乳兄弟にあたる。主に諜報活動を担当している。職務に忠実で寡黙な青年。信長以外の人とは必要最低限のことしか喋らないが、話し口調は丁寧で落ち着いている。猫アレルギー。
藤吉郎（とうきちろう）
声 - 遊佐浩二
後の豊臣秀吉と思われる人物。17歳。尾張中村の百姓の家に生まれる。信長の情報屋だが、立場上、信長の家臣団には加わっていない。「さる」というあだ名にふさわしい顔と格好をしており、表向きは武器商人として行動している。かさねの「もう少し先の時代から来た」という話を信じてくれた2人目の人間。武器が飛び出す自作のカラクリ行李を背負っている。武術は苦手らしいが、大鎌や分銅鎖を使いこなしている場面もある。女の子が大好き。長秀を完全に女の子と思い込んでいる。相性の問題か、利家には好感を持たれたのだが、成政には一発で嫌われた。
毛利新助（もうり しんすけ）
声 - 柿原徹也
信長の家臣。稽古試合では利家相手に奮戦するものの、完敗。その後、かさねの戦いぶりに感動し、一緒に鍛錬したいと申し出る。ただしまだ一本も取れていない（勝てていない）らしい。
服部小平太（はっとり こへいた）
声 - 鈴木達央
信長の家臣。新助同様、稽古試合でのかさねの戦いぶりに感動し、毎朝のように手合わせを申し出ている。新助同様、まだ一本も取れていないらしい。
河尻与兵衛秀隆（かわじり よへえ ひでたか）
声 - 内田夕夜
通称「与兵衛」。信長の家臣で家老格。穏やかな性格であるが中々の切れ者で、周囲からの信望は厚く、可成と並んで若い衆からの人気も高い。年長の家臣では珍しく、信長のやり方に理解を示している。
森三左衛門可成（もり さんざえもん よしなり）
通称「三左」。織田家家老格。以前は美濃の斎藤家に仕えていた。忠義に厚い熱血漢で、「美濃の勇『槍の三左』」と呼ばれる勇将。家臣団の中では新顔だが、那古野城での重臣会議にも出席するなど、その扱いは決して軽くない。本人も信長や織田家をかなり気に入っている様子。
滝川一益（たきがわ かずます）
織田家家老格。冷静な戦巧者。甲賀ゆかりの者で、恒興の従兄弟。信長軍の鉄砲隊を率い、その力量は家中に知れ渡っている。謎めいた雰囲気の持ち主だが、信長派の面々に合わせて鎧を新調する一面もある。
佐久間信盛（さくま のぶもり）
織田家家老格。信長軍の中核を担う。一益と行動を共にすることが多い。
織田勘十郎信行（おだ かんじゅうろう のぶゆき）
声 - 宮野真守
通称「勘十郎」。17歳。信長の実弟で末森城城主。優しく折り目正しい人物。顔立ち自体は兄である信長と似ているのだが、目つきや表情の違いからか、与える印象はかなり異なる。信長を慕っており、「尊敬する兄上」の役に立ちたいと思っているのだが、なかなかその機会に恵まれない。
林佐渡守秀貞（はやし さどのかみ ひでさだ）
通称「佐渡」。織田家筆頭家老。織田家臣団の重鎮。古株で信長の行動に振り回されがち。現在は那古野ではなく、信行や勝家と共に末森に居るらしい。話す時に顔を近づけすぎて、しかも顔が濃くて暑苦しく、信長に真剣に話をしても聞いてもらえない。
柴田権六勝家（しばた ごんろく かついえ）
通称「権六」。織田弾正忠家家老。織田家臣団の重鎮。現在は信行の家臣として織田家を支える。理性的な武人だがリアクションが大袈裟。武器は巨大な棘付き鎖鉄球。右の頬に深い大きな傷跡があるというインパクトの強い風貌なのだが、自身が落ち着いた性格であることに加えて、顔が濃い秀貞が傍にいるせいか、信長にその存在を気付いてもらえないことが多い。
濃姫（のうひめ）
同盟の為に織田家に輿入れした美濃国主・斎藤道三の娘。18歳。信長の正室だが、関係は夫婦というより同志に近い。信長のことを「上総介殿」と呼ぶ。性格は「熱くてカッコイイ」が多少ざっくりしている。戦闘能力は高いが生まれつき心臓が弱いため長くは戦えない。体力をつけるために幼少より父から武芸を学んでいたのだが、結局体力はつかずに父譲りの才能だけが見事に開花してしまった。体のことは一部の者しか知らず、城の者には寺で療養している間「修行に出ている」と誤解されている。

#### 丹羽家
長秀の実家。本拠は児玉。厳ついが涙もろく親馬鹿な父親、長秀と瓜二つのおっとりした母親、母親似の大人しい妹などがいる。
丹羽長忠（にわ ながただ）
丹羽家長男。長秀の兄。家の中で最も影の薄い男。一応整った顔立ちなのだが、父親にも母親にも似ていない。漫画のコマの隅で密かに自己主張しているが、ほとんど気付いてもらえない。

#### 佐々家
成政の実家。本拠は比良城。由緒ある武家。
佐々隼人正政次（さっさ はやとのしょう まさつぐ）
佐々家長男。成政の長兄。弟の孫介と共に織田家の先代、信秀に仕えていた。優れた武人であり人間的にも出来た人物で、成政の性格を慮って、周囲との人間関係も気に掛けている。
佐々孫介（さっさ まごすけ）
佐々家次男。成政の次兄。着物を着崩している。兄と同じく優秀で弟思いだが、成政が友達（かさね達）を家に連れてきたことに仰天するなど、良くも悪くも正直な人。

#### 前田家
利家の実家。本拠は荒子城。兄弟のほとんどが体育会系で人なつっこい。
前田利久（まえだ としひさ）
前田家長男。利家の長兄。病床にふせっているが長兄としての威厳はあり、時には拳骨で養子や弟達を躾けている。
前田利玄（まえだ としはる）
前田家次男。利家の次兄。威勢のいい兄貴肌。一応兄に代わって弟達をまとめたりするが、結局は一緒にはしゃいでしまう。
前田安勝（まえだ やすかつ）
前田家三男。利家の三兄。兄弟の中ではややのんびりした方だが、騒ぐときは思いっきりやる。
前田良之（まえだ よしゆき）
前田家五男。利家のすぐ下の弟。利家の兄弟では珍しく、やや冷めたところがあるが、根っこの部分はやはり体育会系。
前田秀継（まえだ ひでつぐ）
前田家六男。利家の末弟。無邪気で素直。末っ子だが、言葉遣いは利久以外では一番丁寧。
前田慶次郎（まえだ けいじろう）
利久の養子。やんちゃな悪戯小僧。利家を「バカ犬」と呼び、取っ組み合いの喧嘩も日常茶飯事であるが、本当に仲が悪いというわけではないらしく、似ているところも多い。

#### 織田大和守家
通称「清洲織田家」。尾張下四群を治める。弾正忠家の主君筋だが、守護代としての尊厳を奪われてきた。
織田大和守信友（おだ やまとのかみ のぶとも）
尾張守護代。清洲城城主。守護の斯波義統をないがしろにしているらしい。反信長連合軍の総大将となるが、信長との一騎討ちで負傷し、軍の指揮を家老の坂井に任せる。

#### 織田伊勢守家
通称「岩倉織田家」。尾張上四群を治める。元々は大和守家と争いを続けていた。
織田伊勢守信安（おだ いせのかみ のぶやす）
尾張守護代。岩倉城城主。清洲の信友や美濃の義龍と結託して信長に対抗し、信友の敗北後も抵抗を続けている。

#### その他
山口教吉（やまぐち のりよし）
鳴海城城主。鳴海領主として織田家に仕えていたが、当主（信秀から信長へ）の代替わりを機に、父の山口教継と共に隣国の今川家に通じ、領地を明け渡す。赤塚の地で信長の軍勢と相見えるが、その一糸乱れぬ兵の動きを目の当たりにし、信長の才に驚愕する。
小代（さよ）
声 - 喜多村英梨
鳴海領の領民。かさねよりやや年上の、淑やかな少女。弟の「小太郎（こたろう）」は、信長のもとで兵として働いている。
米（よね）
声 - 相田さやか
鳴海領の領民。女郎っぽい姐御系の女性。娘を持つ母親でもある。「うつけ」と評判の信長に対して、不信感を抱いていた。
権兵衛（ごんべえ）
声 - 岩田安宣
決起した農民代表。信長やかさね達と腹を割って話し合った結果、彼らを信頼するようになる。
蜂須賀小六（はちすか ころく）
山賊の頭。藤吉郎とは古い顔馴染み。ガラは悪いが腕は確か。
戸部新左衛門（とべ しんざえもん）
尾張東部・戸部を治める領主だったが、周辺の地侍達を抱き込んで信長に反旗を翻す。
太助（たすけ）、喜八（きはち）
戸部新左衛門に従って反乱を起こすが、信行の説得により彼の部下になる。
林美作守通具（はやし みまさかのかみ みちとも）
通称「美作」。秀貞の実弟。重厚な兄とは容姿・性格共に対照的な人物。

### 美濃国

#### 斎藤家
織田家とは古くから領土をめぐって争ってきた宿敵同士だが、3年前に織田家が美濃の姫（濃姫）を迎え入れることで一応は同盟が成立し、現在は休戦状態にある。
斎藤山城守道三（さいとう やましろのかみ どうさん）
通称「蝮の道三」。美濃国主。稲葉山城城主。60歳。元は美濃の油売りだった男だが、前の国主土岐頼芸に仕え、後にそれを追放し国主となった。先見性と行動力で一国の大名にのし上がったため信長以上に徹底した実力主義者で、息子の義龍を「おまえは上総介信長には到底及ばん」と言い切る。豪放な性格で、藤吉郎とはまた違ったタイプの女好きだが、冷徹な現実主義者としての面も併せ持つ。
竹中半兵衛重治（たけなか はんべえ しげはる）
通称「半兵衛」。9歳。道三に仕える少年軍師で、「美濃の麒麟児」といわれる神童。かさね曰く「虎徹みたいでカワイイ」男の子だが、頭脳明晰で大人顔負けの観察力・洞察力の持ち主で、どこか達観した性格。道三を尊敬しているが、彼から猫可愛がりされるのは苦手な様子。
堀田道空（ほった どうくう）
道三の重臣。道三の常識外れの行動には振り回されているが、彼への忠誠心は非常に強い。
斎藤新九郎義龍（さいとう しんくろう よしたつ）→一色左京大夫義龍（いっしき さきょうのだいぶ よしたつ）
通称「新九郎」。27歳。斎藤道三の息子。父と折り合いが悪く、信長を敵視している。昔は腹違いの妹である濃姫に対しても優しい兄であったが、出生の因縁に加え、義龍が保守的で筋を通す性質であることも道三との対立が激しさを増す原因となっており、道三と考え方が似ていて実力を認められてもいる信長への敵意も増す一方となっている。
日根野弘就（ひねの ひろなり）
義龍の配下。気さくでノリは軽いが、武将としての能力は高い。鎧兜製造の匠であり、新作甲冑の開発にも余念が無いが、夢中になるあまり発明マニアと化す面がある。
斎藤利三（さいとう としみつ）
義龍の側近。生真面目かつ合理的な性格で、弘就からは「若いのに心配性」と言われる。命令には私情を挟まず毅然とした態度で臨む。
長井道利（ながい みちとし）
義龍の参謀。権謀術数に長ける策士。冷酷なまでの実利主義者だが、つかみどころが無い性格で、底が見えない人物。弘就や利三よりも格上の存在で、義龍とも単なる主従関係ではない。無断で密偵を動かしたり、義龍の命令をより過激な内容に変更するなど、逆らわないながらもやや含むところがある「喰えない男」。
深芳野（みよしの）
土岐頼芸の愛妾だった女性で、古くは足利将軍家に連なる一色家の出身とされる。道三の妻となり義龍を産むが、その月日があまりにも短かったため、義龍は頼芸の子ではなかったのかという噂が立ち、道三と義龍の不仲の切っ掛けとなった。

### 駿河国

#### 今川家
駿河・遠江を支配下に置く強大な軍事国家で、甲斐の武田家・相模の北条家と並ぶ東海最強の大国。
今川寿桂尼（いまがわ じゅけいに）
守護大名・今川義元の生母にして、今川家最高指導者。揺るぎない信念と圧倒的なカリスマ性を持つ、冷徹にして苛烈な女傑。尾張国を虎視眈々と狙い、尾張や美濃の反信長勢力を影で扇動している。
朝比奈泰能（あさひな やすよし）
今川家家老。譜代の重臣。
朝比奈泰朝（あさひな やすとも）
今川家家臣。泰能の息子で、若く野心に燃える男。よく直虎にちょっかいを出している。
鵜殿長照（うどの ながてる）
今川家家臣。
井伊直盛（いい なおもり）
今川家家老。遠江の出身。
井伊直親（いい なおちか）
今川家家臣。
井伊直虎（いい なおとら）
今川家家臣。「落ち目」の井伊家のために功を立てようとしている。寿桂尼の側にいる機会が多い。
今川五郎義元（いまがわ ごろう よしもと）
今川家当主。駿河・遠江両国を統べる太守で、強大な権力と強烈な存在感を持つ東海の雄。
その正体は、かさねと同じく現代からタイムスリップしてきた青年・吾妻光流（あがつま みつる）。寿桂尼との「契約」によって今川義元に成り代わっていたが、戦国乱世を制圧するため表舞台に姿を現す。

#### くの一軍団
織田信長の命を影から狙う、謎のくの一3人組。とある大名の密命を受けている。全員が覆面をしている。個々の戦闘力は長秀や利家に及ばないが、3人掛かりでは恒興を追い詰めている（しかし不意を付かれたとはいえ、かさねには3人まとめて一蹴されたことがある）。
葛葉（くずのは）
3人のリーダー格で、「班長」と呼ばれている。3人の中では一番の長身。冷静で任務に忠実な性格だが、稲目からは「神経質」とも言われ、彼女とのやり取りではムキになりやすい。弓矢や刀をはじめ、様々な武器を使い分ける万能型だが、利家の野生のカンの前に苦戦する。
稲目（いなめ）
関西弁を話す。武器はくないの二刀流。3人の中で最初に素顔を見せた。強い相手と戦うことが何よりの楽しみだが、長秀が「カワエエ」ことに嫉妬する一面も。長秀には強さと可愛さの両方で敗北した。
珠洲（すず）
無口で、言葉を短く淡々と話すが、なかなか「じっとりとした」性格。かなりの小柄だが、鉄砲や爆薬といった銃火器の使い手。劣勢だった他の2人に対して成政と互角に戦ったが、どちらかと言えば互いに攻めあぐねていた面が強い。

### 三河国

#### 松平家
かつては岡崎城を拠点に三河国の西部を治めていたが、数年前に先代の領主が暗殺され、現在は今川家の属国のような扱いを受けている。
松平次郎三郎元康（まつだいら じろうさぶろう もとやす）
先代の松平家当主、松平広忠の息子。反乱を受け今川家の家臣となるが、独立して西三河の奪還を目指す亡国の王子。大柄で武芸に秀でている。織田家と対立する立場にあるが、かさねと意気投合し友情を感じている。
本多鍋之助（ほんだ なべのすけ）
元康の腹心の部下。小柄だが、直情型で激しやすい性格。成政と似たタイプ。
平岩七之助親吉（ひらいわ しちのすけ ちかよし）
通称「七之助」。元康の腹心の部下。笑顔のまま皮肉を言う。長秀と似たタイプ。

### 現代
草薙正宗（くさなぎ まさむね）
声 - 相田さやか
かさねの弟（双子の兄）で運動タイプ。世話好きでリーダーシップがある。かさねを「姉ちゃん」、虎徹を「虎徹」と呼ぶ。
草薙虎徹（くさなぎ こてつ）
声 - 喜多村英梨
かさねの弟（双子の弟）で勉強タイプ。甘えん坊だが賢い。事故に遭いそうになったが、かさねに助けられた。かさねを「かさねちゃん」、正宗を「正宗くん」と呼ぶ。
ハチヤ
かさねの高校の女子剣道部部長。「〜しとる」「〜せんか」など、やや年寄りじみた口調で話す。部員からは「ハチヤ先輩」と呼ばれている。高校剣道・春の地区大会にはケガの為に出場できず、新入生のかさねを大将に抜擢する（強豪・青葉学園を相手にしたその初戦で、かさねは5人抜きを達成し、部を勝利に導いた）。かさね失踪後は弟たちの面倒を見ている。かさねはどこにいようと負けることはないと信じている。

## 書誌情報
漫画
- 七海慎吾 『戦國ストレイズ』 スクウェア・エニックス〈ガンガンウイングコミックス、ガンガンコミックスJOKER〉、既刊11巻（2012年10月22日現在）
  1. 2008年5月27日初版発行（2008年4月26日発売[1]）、ISBN 978-4-7575-2271-8
  2. 2008年10月27日初版発行（2008年9月27日発売[1]）、ISBN 978-4-7575-2389-0
  3. 2009年2月27日初版発行（2009年1月27日発売[1]）、ISBN 978-4-7575-2480-4
  4. 2009年7月22日初版発行（2009年6月22日発売[1]）、ISBN 978-4-7575-2593-1
  5. 2009年11月21日初版発行（同日発売[1]）、ISBN 978-4-7575-2726-3
  6. 2010年4月22日初版発行（同日発売[1]）、ISBN 978-4-7575-2849-9
  7. 2010年10月22日初版発行（同日発売[1]）、ISBN 978-4-7575-2997-7
  8. 2011年5月21日初版発行（同日発売[1]）、ISBN 978-4-7575-3236-6
  9. 2011年10月22日初版発行（同日発売[1]）、ISBN 978-4-7575-3394-3
  10. 2012年4月21日初版発行（同日発売[1]）、ISBN 978-4-7575-3528-2
  11. 2012年10月22日初版発行（同日発売[2]）、ISBN 978-4-7575-3755-2
  12. 2013年5月22日初版発行、ISBN 978-4757539686
  13. 2013年11月22日初版発行、ISBN 978-4757541344
  14. 2014年6月21日初版発行、ISBN 978-4757543362
  15. 2015年1月22日初版発行、ISBN 978-4757545410

ガイドブック
- 『戦國ストレイズ 公式読本』 スクウェア・エニックス〈ガイドブック〉、2010年10月22日初版発行（同日発売[3]）、ISBN 978-4-7575-2961-8

## 関連作品
- 戦国IXA - 武将カードとして、「草薙かさね」「織田信長」「丹羽長秀」「佐々成政」「前田利家」「池田恒興」「濃姫」「斎藤道三」が登場する。